# وضعیت سیاسی کریمه

نتیجه رای‌گیری مجمع عمومی سازمان ملل متحد دربارهٔ محکوم نمودن همه‌پرسی برگزار شده در کریمه در سال ۲۰۱۴.
موافق
مخالف
ممتنع
غایب
غیرعضو

مناقشه کریمه شامل اختلاف در مورد وضعیت سیاسی کریمه بین روسیه و اوکراین است. از یک طرف، اوکراین و اکثریت جامعه بین‌المللی، جمهوری کریمه و سواستوپول را تحت حاکمیت اوکراین به رسمیت می‌شناسند؛ درحالی‌که روسیه در طرف دیگر، این دو موجودیت را تحت قلمرو و حاکمیت خود می‌داند.